# 260-е годы
260-е (две́сти шестидеся́тые) го́ды по юлианскому календарю — промежуток времени с 1 января 260 года по 31 декабря 269 года, включающий 260 год 6-го десятилетия   и с 261 по 269 годы    7-го десятилетия III века 1-го тысячелетия.  Они закончились 1756 лет назад.

## Важнейшие события
- Битва при Эдессе (260).
- Первая половина 260-х годов — Готами опустошены и разрушены многочисленные города Греции и Малой Азии, в том числе Эфес, Никея, Никомедия.
- Середина 260-х годов — Полчища франков, разграбив Галлию, овладели Испанией, разорив город Тарракону, и, получив корабли, достигли даже Африки.
- Середина 260-х годов — Основание царства Дуань в Ляоси.
- Середина 260-х годов — Упадок табгачского ханства.
- 260-е годы — Галлиен проводит реформу армии. В Сирии провозглашён императором Квиет. Но Галлиен быстро разбивает его. Во многих провинциях появляются узурпаторы.
- 260-е годы — Войны Галлиена с аламанами, франками и готским союзом.
- 260-е годы — Движение колонов в Африке во главе с Фараксеном. Мавретанские племена переходят в наступление.
- 260-е годы — Усиление позиций персов в Закавказье. Поход Шапура в Среднюю Азию, где он доходит до области Чач[1][2].
- Конец 260-х годов — Эпидемия чумы в империи, голод. Восстание на Сицилии. Начало движения багаудов в Галлии. Победа Клавдия над алеманами.

## Культура
- «Математика в девяти книгах» с комментариями Лю Хуэя (263).